# Golo Brdo (Kaptol)
Golo Brdo je naselje u Republici Hrvatskoj u Požeško-slavonskoj županiji, u sastavu općine Kaptol.

## Zemljopis
Golo Brdo se nalaze zapadno od Kaptola na južnim padinama Papuka i neposredno uz cestu Kaptol - Velika,  susjedna naselja su Češljakovci na zapadu te Kaptol na istoku.

## Stanovništvo
Prema popisu stanovništva iz 2001. godine Golo Brdo je imalo 345 stanovnika.
| broj stanovnika | 286   | 285   | 302   | 280   | 334   | 381   | 385   | 379   | 359   | 364   | 357   | 333   | 318   | 276   | 345   | 325   | 221   |
|                 | 1857. | 1869. | 1880. | 1890. | 1900. | 1910. | 1921. | 1931. | 1948. | 1953. | 1961. | 1971. | 1981. | 1991. | 2001. | 2011. | 2021. |